# Џек Ло
Џек Дејвид Ло (енгл. Jack David Laugher; Харогејт, 30. јануар 1995) британски је скакач у воду. Његова специјалност су скокови са даске са висине од 3 метра, како у појединачној, тако и у конкуренцији синхронизованих парова.
Први значајнији успех у каријери остварио је на европском јуниорском првенству 2010. где је освојио титуле у обе појединачне дисциплине у скоковима са даске. Након тога представљао је Енглеску на Играма Комонвелта 2010. у Њу Делхију, а био је и чланом олимпијске репрезентације Велике Британије на Летњим олимпијским играма 2012. у Лондону (заузео претпоследње место у дисциплини даска 3 метра). Непосредно након олимпијских игара освојио је двоструки наслов светског првака на јуниорском светском првенству (појединачно даска 3м и у синхроним скоковима у пару са Томом Дејлијем).
На Играма Комонвелта 2014. у Глазгову освојио је два злата (1м појединачно и 3м синхронизовано) и једно сребро (3 метра појединачно).
Највећи успех у каријери остварио је на Светском првенству 2015. у руском Казању где је освојио две бронзане медаље – појединачно на 3 метра и синхронизовано у пару са Крисом Мирсом). На тај начин Џек Ло је постао први британски скакач у историји који је успео да на једном светском првенству освојио две медаље.
На Летњим олимпијским играма 2016. у Рио де Жанеиру такмичио се у скоковима са даске у обе дисциплине. У пару са Крисом Мирсом освојио је златну олимпијску медаљу у синхронизованим скоковима са даске, док је у појединачној конкуренцији освојио сребрну медаљу.